# Akineta

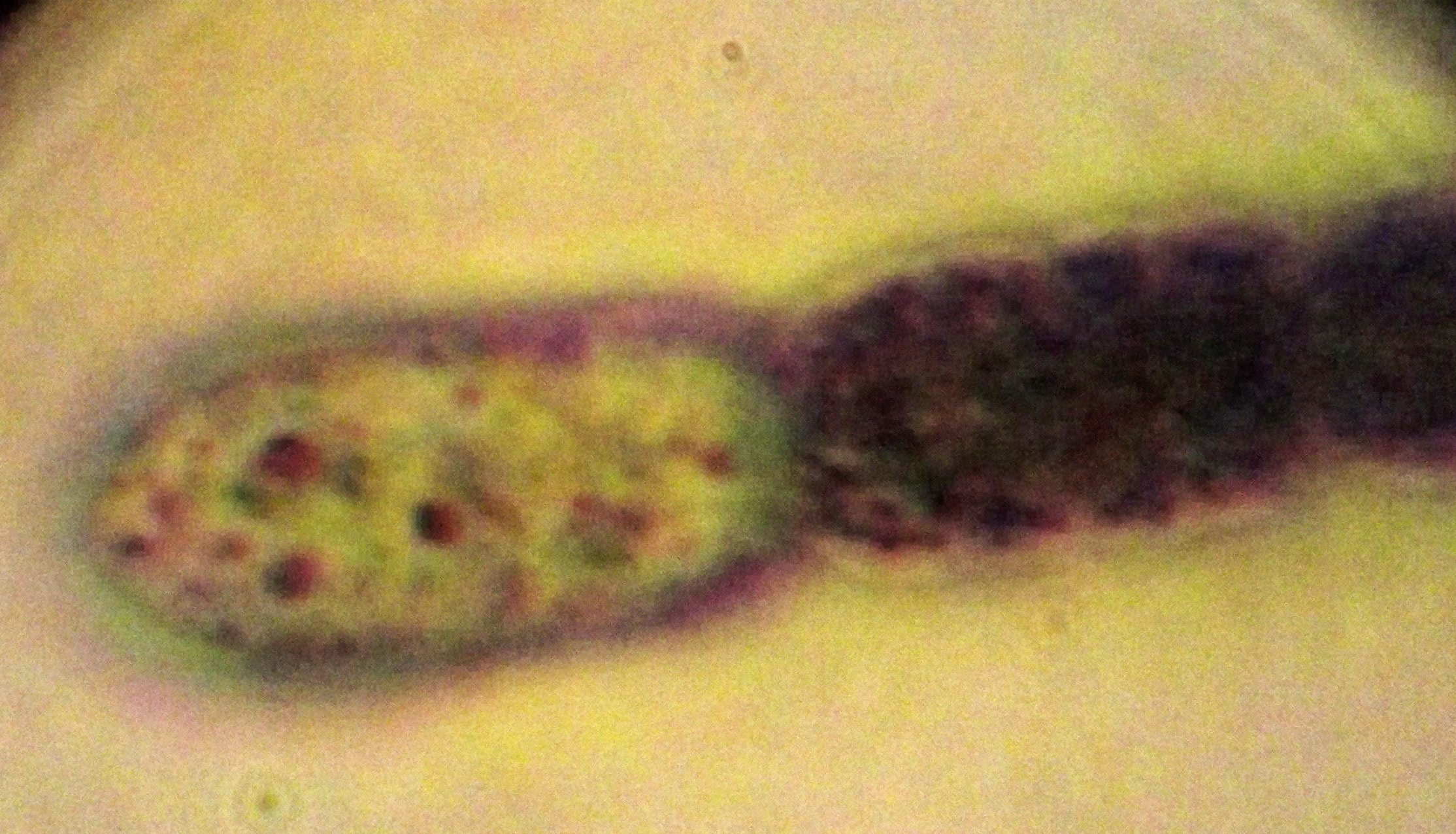
Akineta znajdująca się na grubszym końcu trychomu u Gloeotrichia

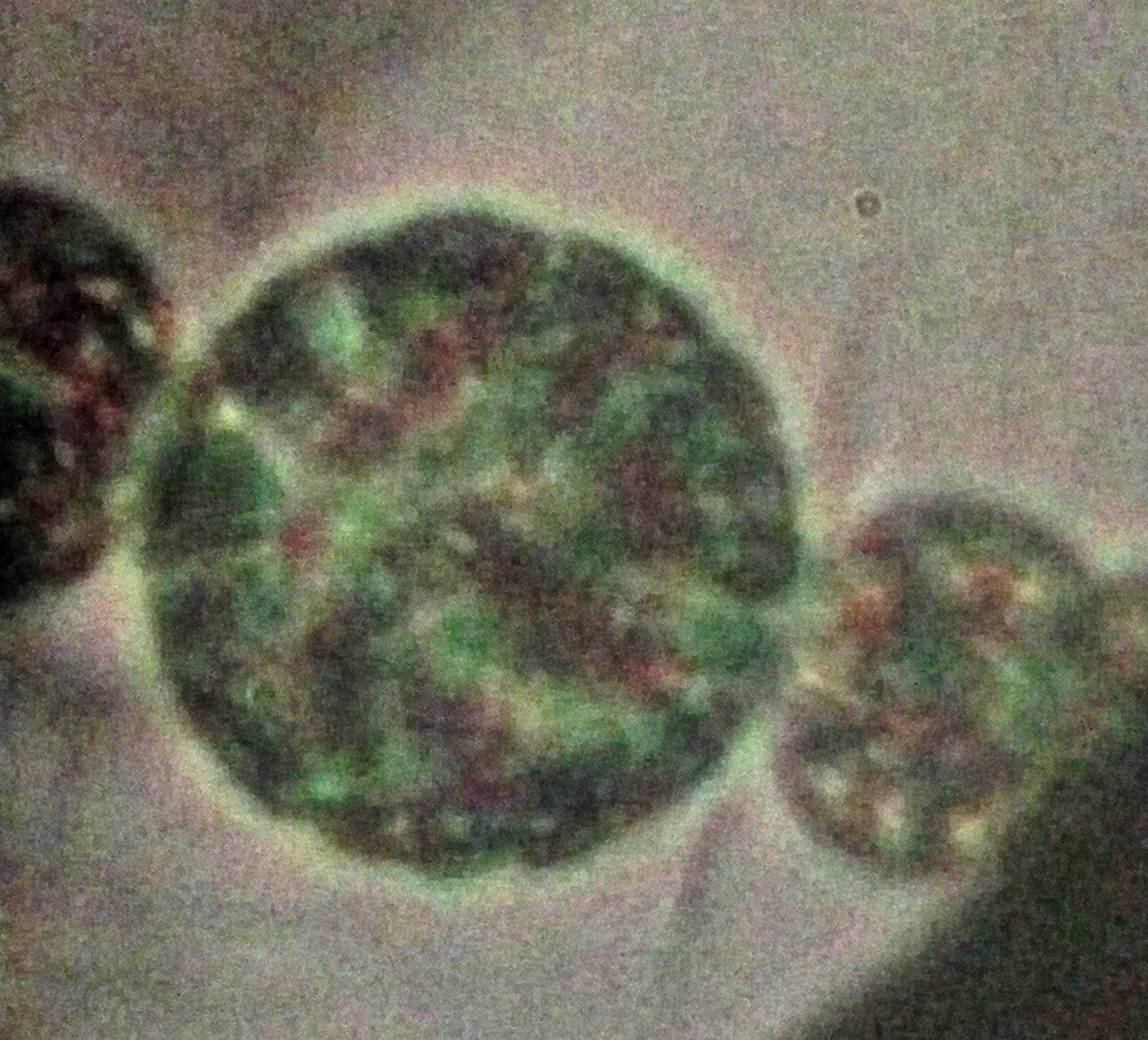
Interkalarna (położona w środku trychomu) akineta u Dolichospermum smithii

Akinety – rodzaj przetrwalników  występujący u nitkowatych form sinic i u niektórych innych glonów, żyjących w szybko zmieniających się warunkach. W niesprzyjających warunkach środowiska (np. przy zbyt niskiej temperaturze lub braku wody) komórki tych glonów zamieniają się różnego rodzaju przetrwalniki (akinety, hypnospory, hypnoscyty).
Akinety otoczone są grubą błoną komórkową, zawierają dużą ilość materiałów zapasowych i nie posiadają barwników asymilacyjnych. Mogą pozostawać w stanie spoczynku przez wiele tygodni, a u niektórych gatunków nawet miesięcy. W sprzyjających warunkach kiełkują dając początek kolonii komórek lub wytwarzają pływki. U sinic rozmiary akinet są zwykle znacznie większe niż rozmiary komórek wegetatywnych, inny jest też ich kształt i ornamentacja ściany komórkowej.